# Beamer (LaTeX)
Beamer je LaTeX klasa za izradu prezentacija. Podržava pdfLaTeX i LaTeX + dvips. Ime dolazi od njemačke riječi Beamer, koja je pseudo-anglicizam za projektor.

## Vanjske poveznice
- Beamer web stranica
- Beamer SourceForge stranica projekta (ne održava se)
- beamerposter - ekstenzija za izradu postera raznih formata koja koristi Beamer  Arhivirana inačica izvorne stranice od 29. lipnja 2013. (Wayback Machine)
- Matrica Beamer tema
- wiki2beamer: alat koji izrađuje Beamer prezentacije iz koda čija je sintaksa slična wiki sintaksi